# Диалекты латышского языка
Диалекты латышского языка — единицы лингвотерриториального членения латышского языка. Традиционно для латышской диалектологии выделяют две большие диалектные группы — нижнелатышское и верхнелатышское наречия, которые делятся на диалекты, а те в свою очередь на говоры. Современный литературный латышский язык основывается на среднелатышском диалекте нижнелатышского наречия.
Часть языковедов считают латгальский язык отдельным языком (третьим живым балтийским языком наряду с латышским и литовским), однако в Латвии письменный латгальский язык официально считается «исторической разновидностью латышского языка» (согласно формулировке Закона о государственном языке), а латгальские говоры рассматривают как верхнелатышский диалект.

## Классификация
Латышские диалекты подразделяются следующим образом:
- нижнелатышское наречие:
  - ливонский диалект:
    - видземские говоры;
    - курземские говоры;

  - среднелатышский диалект:
    - видземские говоры;
    - курземские говоры;
    - земгальские говоры;
- верхнелатышское наречие.

## Альтернативная классификация Гатерса
Альтернативная классификация А. Гатерса предполагает следующее деление:
- среднелатышский диалект
  - ливонский среднелатышский
  - земгальский среднелатышский (zemgaliskās izloksnes)
  - куршский среднелатышский (kursiskās izloksnes)
  - земгальско-куршский среднелатышский (zemgalisi-kursiskās izloksnes)
- тамский диалект
  - куршские тамские говоры
  - ливонские тамские говоры
- верхнелатышский диалект
  - глубокие верхнелатышские говоры Латгалии (latgaliskās или nesēliskās dziļās izloksnes)
  - селонский верхнелатышский
  - северная зона перехода к среднелатышскому
  - центральная зона перехода к среднелатышскому
  - южная зона перехода к среднелатышскому.